# 羽鳥又男
羽鳥又男（1892年4月20日—1975年9月30日），日本群馬縣勢多郡富士見村（今群馬縣前橋市）人，曾經擔任臺灣總督府中央研究所職員、臺南市長。其擔任臺南市長期間，雖然正值第二次世界大戰，但仍堅持進行赤崁樓的修復工作。

## 生平
羽鳥又男出生於1892年4月20日，是家中四男，父親羽鳥多三是富士見村村長。1906年4月畢業於石井尋常高等小學校，同年12月在東京私立正則預備學校取得中學校第二學年修了證。1909年6月16日通過檢定，取得群馬縣尋常小學校準教員的資格，不久便於7月23日返回母校擔任尋常科準訓導一職。1912年8月於教育會開設講習會研讀法制科，同年12月10日在石井實業補修學校兼任準訓導心得（準實習教師）一職，隔年12月2日又通過檢定取得尋常小學校本科正教員資格，12月31日在母校擔任訓導，直到1915年12月21日離職。
1916年夏天，羽鳥又男在親戚醫學博士羽鳥重郎的推薦下來到臺灣，於1918年擔任臺灣總督府中央研究所職員，1926年9月改任職於臺灣總督府官房秘書課。1924年4月24日與品川ちゑ結婚。1934年9月成為總督府理事官，1936年成為總督府人事課長，後於1942年4月調任臺南市長。其擔任臺南市長任內相當注重「文化財」的保護，其具體政蹟包括維護臺南孔廟（1943年－1944年）並恢復其祭孔儀式，撤除因皇民化運動而設置在孔廟裡的日本神棚（此項措施曾遭人檢舉是「非國民」的行徑），此外還保護開元寺古鐘不被軍方徵召拿去熔掉，並且在戰爭中致力爭取赤崁樓的修復。赤崁樓的修復工程始自1943年3月1日，於1944年12月20日完工，耗資6萬5000日圓。原本該項修復工程並不為臺灣總督府支持，日本軍方也曾經干擾工程進行，但在羽鳥又男的努力下還是完成了赤崁樓的修復。1945年3月官位改敘正五位，並獲勳五等瑞寶章，5月卸任市長一職，之後留在臺南。而在日本投降後的1945年11月8日下午臺南州接管委員會成員抵達臺南市，羽鳥又男代表日僑前往迎接。
在這之後羽鳥又男因被留用的關係在臺南市又待了一段時間，直到1947年1月方返回日本，於佐世保港上岸。回到日本後在引揚援護院長官、原日本YMCA同盟總主事齋藤惣一建議下，擔任日本國際基督教大學建設委員會主事，日後並於該校任職。基於其功勞，羽鳥又男於1971年得到日本YMCA同盟總會的特別功勞獎（日语：特別功労賞），1975年5月又被推舉為東京YMCA名譽会員第一號。

## 相關史蹟

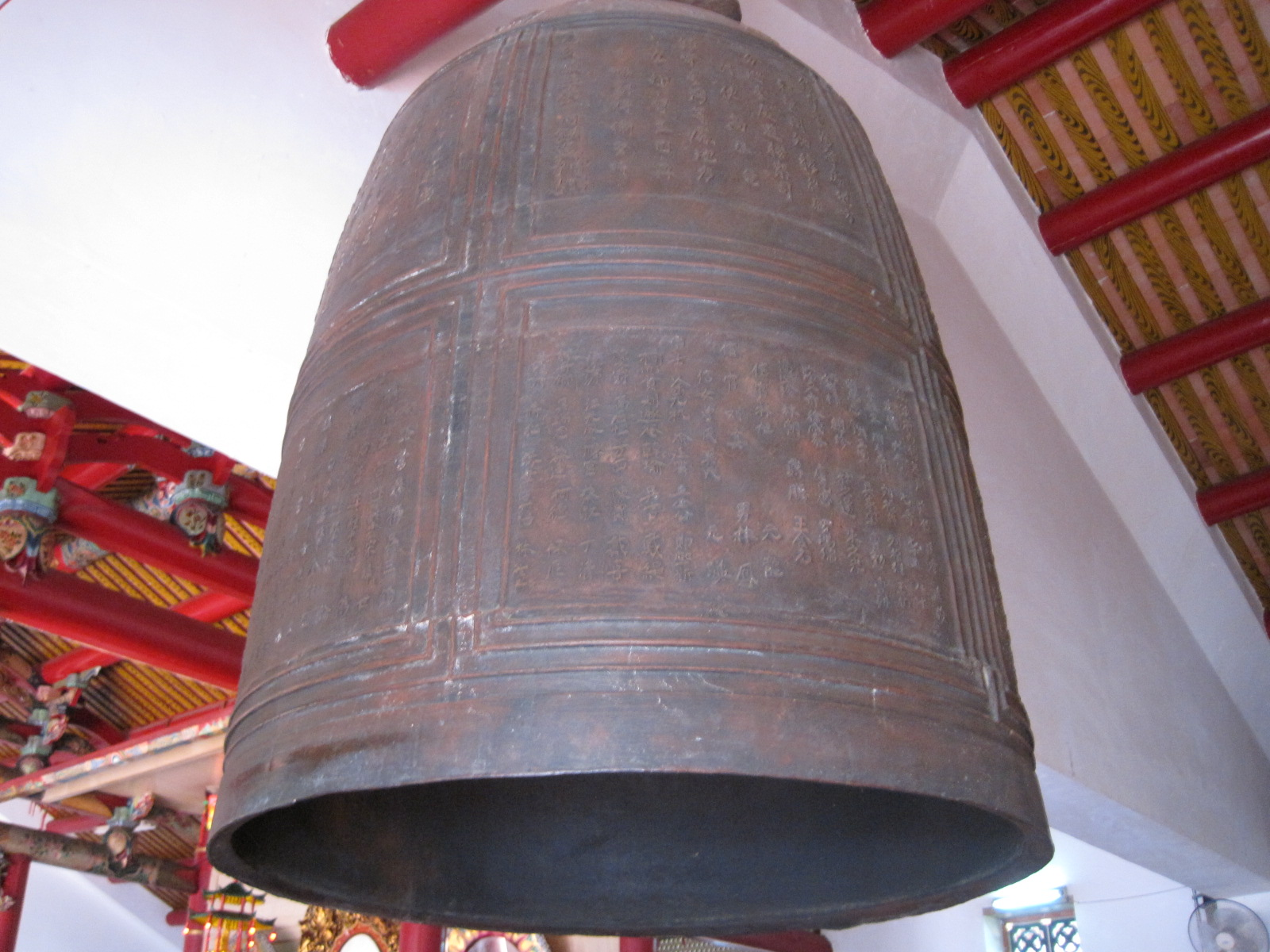
因羽鳥又男而保留下來的開元寺古鐘（臺灣現存最古銅鐘[7]）
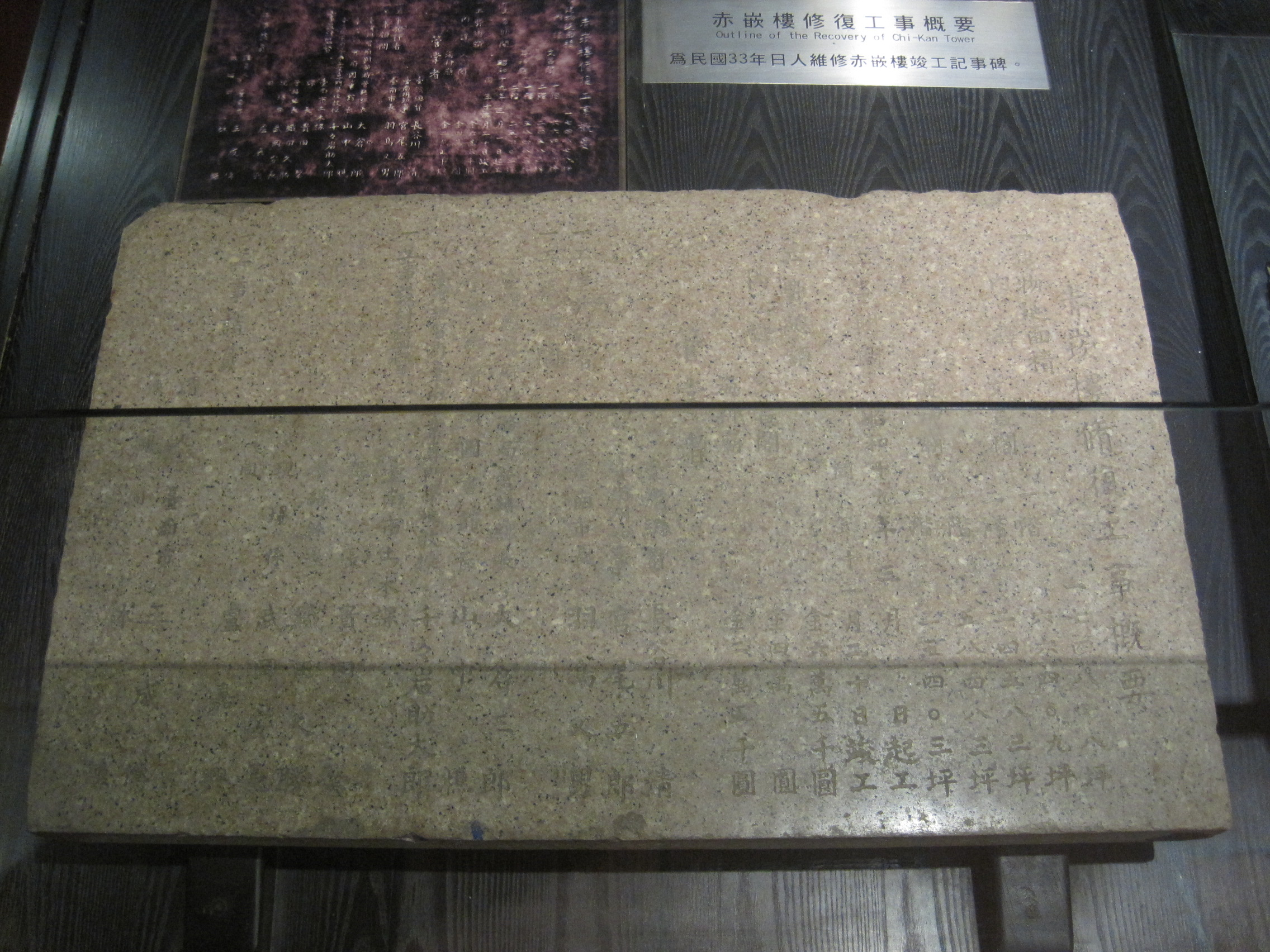
赤崁樓脩復工事概要碑（1944年）
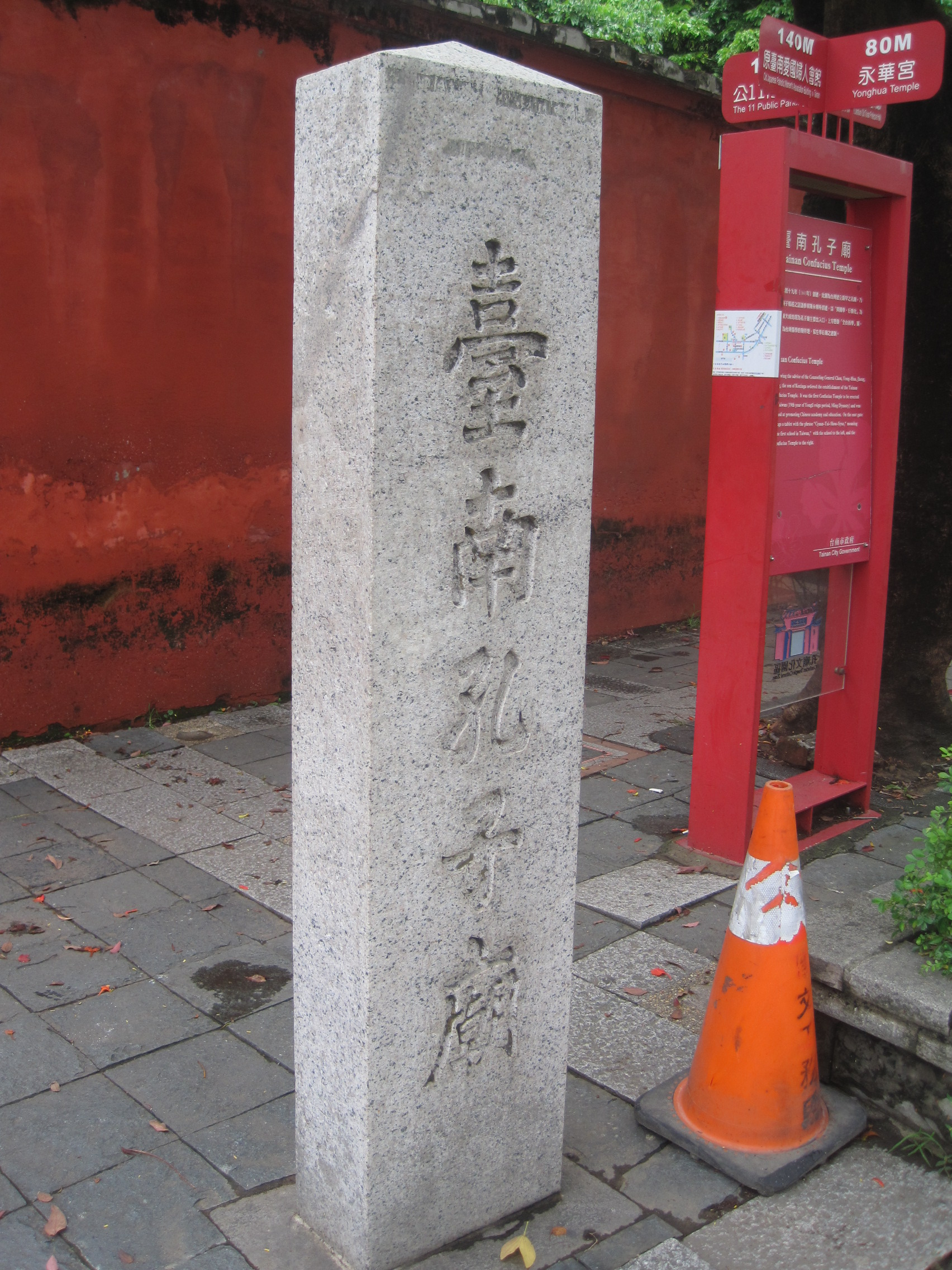
羽鳥又男所書之「臺南孔子廟」碑

## 個人生活
興趣為讀書與登山。

## 榮銜
正五位勳五等瑞寶章

## 塑像
羽鳥又男塑像是臺南市文獻委員劉阿蘇、潘元石（也是奇美博物館館長）與奇美許文龍董事長為紀念其保護臺南文化資產等政績傾藝師製作，期間羽鳥又男三子羽鳥直之和昔日同僚曾到工作坊參觀，藝師並請羽鳥直之做在塑像旁以臨摹修正。塑像完成之後，計畫安置於赤嵌樓，但未獲市政府正式授權，為避免引起爭議，乃在清晨暗中移置赤嵌樓文昌閣，向管理員暫時借放。後來該像引起日本遊客關注，時間一久，市府並未表示異議而繼續展示。
後經日本媒體大幅報導，將羽鳥又男事蹟與後藤新平、八田與一並列。奇美董事長許文龍乃另外複製塑像，捐資安置於羽鳥又男故鄉寺院並舉辦盛大的「顯彰會」。